# Охрана памятников истории и культуры
Охрана памятников истории и культуры — комплекс мер и мероприятий, нацеленных на сохранение и защиту объектов, обладающих культурной и исторической ценностью. Меры включают исследование памятников, оценку их ценности, присвоение официального статуса, реставрацию и консервацию. Самая высшая степень ценности исторического памятника — включение в Список Всемирного наследия ЮНЕСКО.

## История
Интерес к историческому достоянию (прежде всего античному) возник в эпоху Возрождения.
В период Великой французской революции в 1791 году во Франции памятники истории и культуры были объявлены всенародным достоянием, а в 1795 году возникла государственная служба охраны памятников истории и культуры. В 1830 году во Франции была создана Генеральная инспекция по охране памятников.

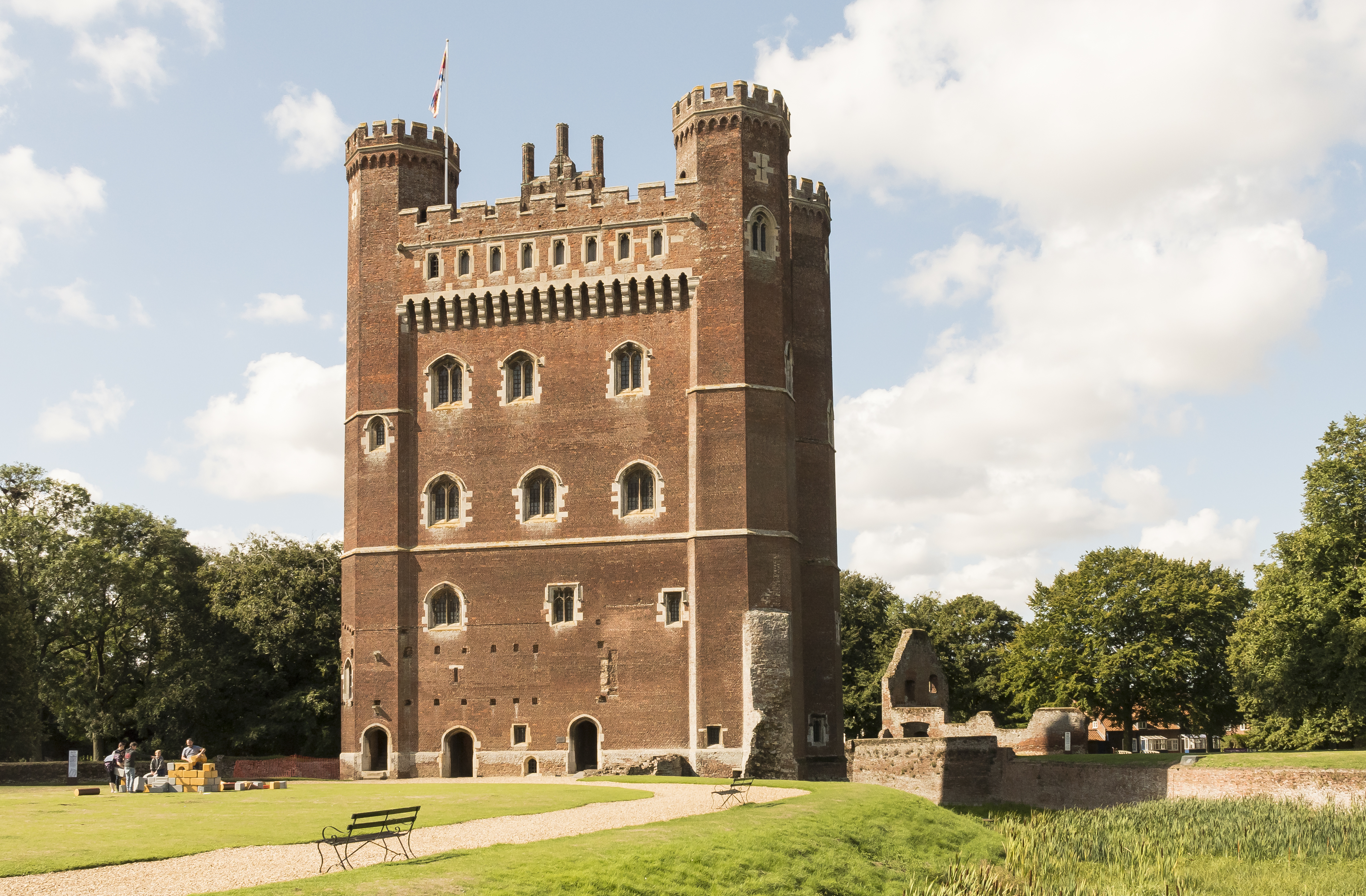
Замок Таттершолл, был реставрирован по инициативе Джорджа Керзона

В XIX веке, с ростом национального самосознания народов, меры по охране памятников истории и культуры были приняты во многих европейских странах. В 1834 году в Греции был издан закон о запрещении вывоза памятников искусства. В Великобритании в 1877 году было образовано Общество охраны старинных зданий, ставшее первой в стране организацией по охране и восстановлению архитектурного наследия, а первый специальный закон о памятниках старины был принят в 1882 году.
В 1931 году Международный совет музеев организовал встречу специалистов по сохранению памятников истории и культуры, результатом которой, стала Афинская хартия о реставрации исторических памятников, которая впервые ввела в употребление термин «всемирное наследие».
В 1957 году в Париже состоялся Первый международный конгресс архитекторов и специалистов по историческим постройкам, результатом которого стали следующие рекомендации:
- Страны, в которых всё ещё отсутствуют центральные учреждения по защите исторических построек и объектов, должны создать соответствующие органы.
- Необходимым является создание международной ассамблеи архитекторов и специалистов в области исторических сооружений.
- Существенным является развитие возможностей специальной профессиональной подготовки всех категорий специалистов и персонала для обеспечения присутствия высококвалифицированных специалистов, где финансовая поддержка и вознаграждение специалистов должны быть связаны с их квалификацией.
- Симпозиум должен стать площадкой для обсуждения, в том числе, гигрометрических проблем у исторический сооружений.
- В рамках декорации исторических построек современными авторами необходимо наличие соответствующей правовой авторизации.
- Архитекторы и археологи должны установить тесное сотрудничество.
- С целью обеспечения соответствующей интеграции исторического наследия в городское пространство и планирование, архитекторы и специалисты в области городского планирования должны сотрудничать.

В 1964 году прошёл Второй международный конгресс архитекторов и специалистов по историческим постройкам, на котором было принято 13 резолюций, первой из которых являлась Венецианская хартия, а второй — резолюция о создании Международного совета по музеям и историческим постройкам.
В 1965 был создан Международный совет по вопросам охраны памятников и достопримечательных мест (ICOMOS).
16 ноября 1972 года 17-й сессией Генеральной конференции ЮНЕСКО принята Конвенция об охране всемирного природного и культурного наследия, вступившая в силу 17 декабря 1975 года.
В 1983 году Ассамблеей Международного совета по вопросам охраны памятников и достопримечательных мест (ИКОМОС) был установлен Международный день памятников и исторических мест.

## Типы памятников
- Отдельные здания и сооружения
- Целостные архитектурные здания и сооружения
- Памятники науки и техники

## В разных странах

### Россия

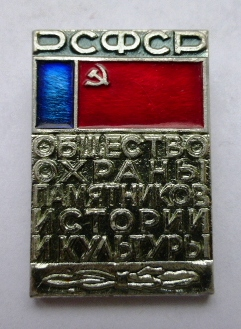
Нагрудный знак члена общества (РСФСР)

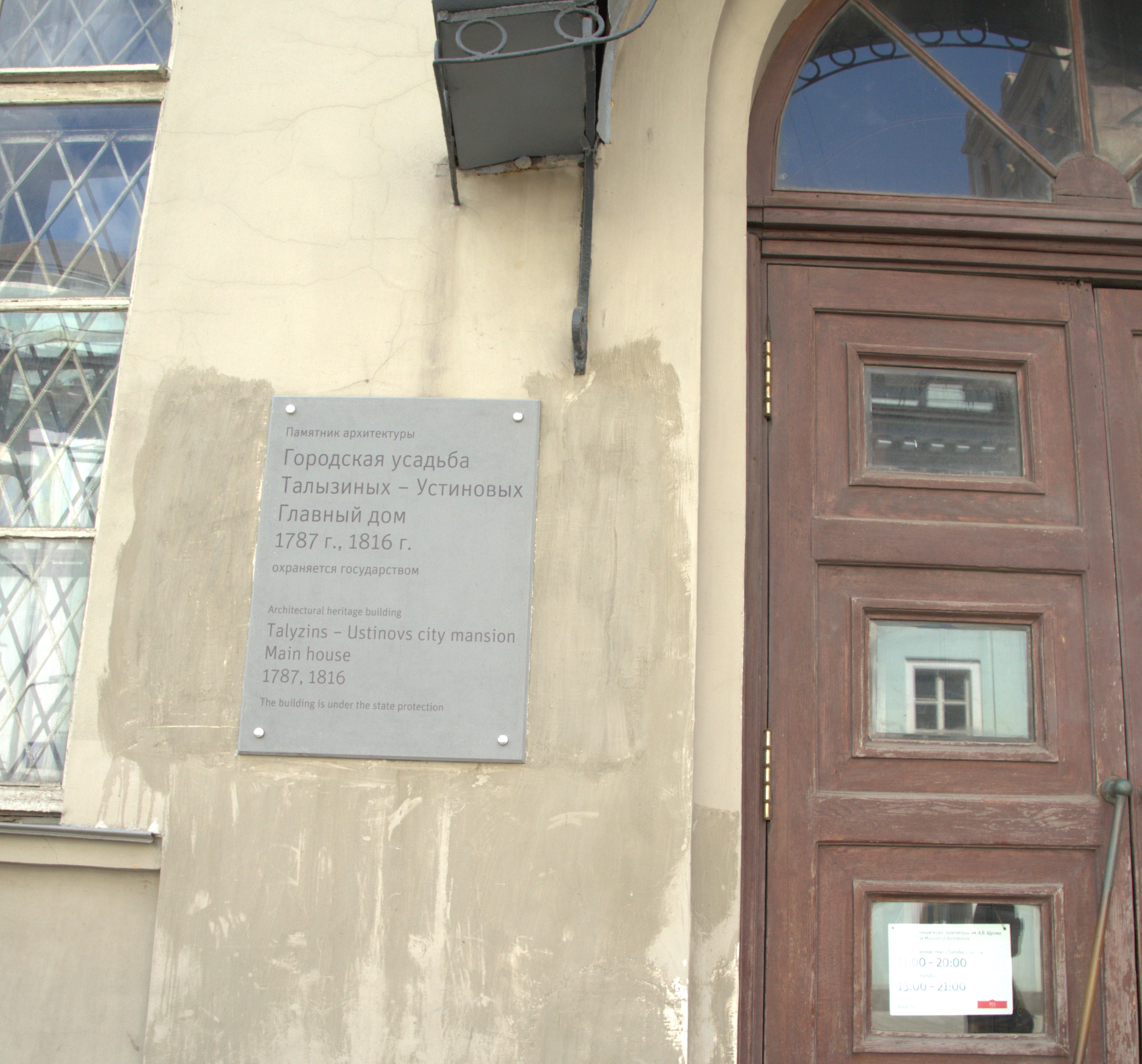
Табличка «Охраняется государством» на главном доме усадьбы Талызиных—Устиновых, Москва

Всероссийское общество охраны памятников истории и культуры было учреждено в РСФСР в 1966 году.
В России признанные памятниками истории и культуры объекты получают статус памятника и находятся под защитой государства, уполномоченный в этой сфере федеральный орган исполнительной власти — Росохранкультура- с 2011 Указом президента полномочия переданы Министерству Культуры РФ. Однако этот статус не всегда спасает их от упадка и даже сноса.

В разных регионах России создаются общественные структуры, призванные способствовать сохранению историко-культурного наследия, в том числе памятников архитектуры. Самым известным в этом ряду является движение «Архнадзор» — добровольное некоммерческое объединение граждан, желающих способствовать сохранению исторических памятников, ландшафтов и видов Москвы. Движение образовано 7 февраля 2009 года представителями общественных организаций и проектов, действующих в сфере охраны культурно-исторических памятников: Московское общество охраны архитектурного наследия (MAPS), «Москва, которой нет», «Архнадзор», «Против лома», «Соварх», Архи.ру. С 2006 года начал выходить журнал «Московское наследие».

Разрушение исторических зданий ансамбля Новая Голландия, Санкт-Петербург

В Санкт-Петербурге 1 ноября 2006 года создано общественное движение за сохранение культурного наследия «Живой город». Своей целью активисты движения ставят сохранение уникального архитектурного облика города, его историко-архитектурной среды. В качестве методов работы используются публикации в СМИ, митинги, пикеты, шествия, письма в международные организации и органы власти, сборы подписей, оперативный сбор информации по уничтожению культурного наследия города, выставки фотографий, экскурсии, перформансы, маскарады, концерты. «Живой город» собирает реестр — список памятников культурного наследия, уничтоженных в Санкт-Петербурге или находящихся под угрозой, вскоре этот архив будет доступен всем желающим на сайте общественной организации.
В июле 2007 года активистами движения «Живой город» было собрано почти 11 тысяч подписей против строительства небоскреба Охта-центр напротив Смольного собора.

### Украина
Украинское общество охраны памятников истории и культуры (УООПИК) является благотворительной научно-творческой общественной организацией. Основано 21 декабря 1966 года с целью сохранения, реставрации, изучения и пропаганды памятников истории и культуры, а также контроля за соблюдением законодательства об их охране и использовании.
На протяжении 40 лет своего существования Общество сделало весомый вклад в дело выявления и сохранения памятников на Украине: сегодня трудно назвать хотя бы одну известную достопримечательность, в благоустройстве, ремонте или реставрации которой оно бы не участвовало. За средства УООПИК реставрировались и приспосабливались для новых потребностей замки и крепости в Винницкой, Закарпатской, Тернопольской, Хмельницкой, Черновицкой областях, воспроизводились Золотые Ворота в Киеве, усадьба родителей Т. Шевченко на Черкащине. Во времена воинствующего атеизма лишь Общество осмеливалось финансировать реставрационные работы на памятниках культовой архитектуры. Благодаря авторитету и финансовой поддержке УООПИК удалось спасти тысячи храмов и монастырских комплексов, уникальные образцы народной деревянной архитектуры — лучшие из них (около 300) перевезены в Музей народной архитектуры и быта Украины, созданный Обществом в 1969 году.
До 1992 года ежегодно УООПИК финансировал ремонтно-реставрационные работы на сумму около 10 млн рублей (в то же время из государственного бюджета выделялись лишь 5-6 млн руб.) На строительство Музея народной архитектуры и быта были выделены более 50 млн рублей, 5 млн привлечены на строительство Музея Великой Отечественной войны в Киеве. Всего же со времени своего основания на охрану памятников Общество израсходовало сумму, эквивалентную 400 млн долларов США.
К концу 1980-х годов Общество оставалось единственной на Украине негосударственной структурой, которая занималась сохранением памятников истории и культуры, ныне же является крупнейшим и наиболее структурированным институтом среди других общественных организаций этого направления. В составе УООПИК действуют 24 областные организации, а также приравниваемые к ним Киевская и Севастопольская городские и Крымская республиканская организации. Организаций низового уровня (городских, районных, межрайонных) и первичных ячеек насчитывается около 450.
Высшим органом самоуправления Общества является съезд, который созывается один раз в пять лет. В период между съездами деятельность Общества координируется Главным советом (Головна рада). Пленумы Главного совета созываются не реже одного раза в год.
Для углубленной разработки отдельных направлений работы УООПИК создан ряд научных и культурно-просветительских центров: Научно-исследовательский центр «Времена казацкие» («Часи козацькі»), культурологический центр УООПИК, Украинский центр биографической некрополистики. С 1991 года действует общая структура Национальной академии наук Украины и УООПИК — Центр памятниковедения.
Общество проводит широкую просветительскую деятельность: выступило учредителем и издателем информационно-методических бюллетеней «Памятники Украины: история и культура» («Пам’ятки України: історія та культура» 1969—1989, с 1989 года — всеукраинский научный журнал) и «Вестник УООПИК»(«Вісник УТОПІК» 1997—2003). По инициативе Общества в 1992 году был восстановлен научный историко-филологический журнал «Киевская старина» («Київська старовина») — бывший печатный орган Киевской Старой Громады (1882—1906). Сейчас УООПИК издает всеукраинский журнал «Отзвук веков» («Відлуння віків», с 1994 года) и несколько научных и научно-популярных издательских серий. С 2006 года функционирует виртуальное представительство УООПИК — Украинский памятникоохранный интернет-ресурс «Отзвук веков» («Відлуння віків»).
В рамках памятникоохранных программ Общества проводятся многочисленные публичные и научные мероприятия, призванные привлечь внимание как официальных органов, так и широкой общественности к памятниковедческой проблематике.